# Zdrój (Lelkowo)
Zdrój (deutsch Schönborn) ist ein Ort in der polnischen Woiwodschaft Ermland-Masuren und gehört zur Landgemeinde Lelkowo (Lichtenfeld) im Powiat Braniewski (Kreis Braunsberg), bis 1945 zum Kreis Heiligenbeil in Ostpreußen.

## Geographische Lage
Zdrój liegt im Nordwesten der Woiwodschaft Ermland-Masuren, 28 Kilometer südöstlich der früheren und heute auf russischem Staatsgebiet gelegene Kreisstadt Heiligenbeil (russisch Mamonowo) bzw. 29 Kilometer südöstlich der heutigen Kreismetropole Braniewo (deutsch Braunsberg).

## Geschichte
Das Jahr der ersten offiziellen Erwähnung von Schönborn war 1346. Der Ort bestand aus ein paar großen und kleinen Höfen.
Als Landgemeinde kam Schönborn 1874 zum neuen Amtsbezirk Eichholz (polnisch Dębowiec) im ostpreußischen Kreis Heiligenbeil im Regierungsbezirk Königsberg.
123 Einwohner waren im Jahre 1910 in Schönborn gemeldet. Ihre Zahl belief sich im Jahre 1933 auf 108 und im Jahre 1939 ebenso auf 108.
Als 1945 in Kriegsfolge das gesamte südliche Ostpreußen an Polen fiel, war auch Schönborn davon betroffen. Das Dorf erhielt die polnische Namensform „Zdrój“ und ist heute eine Ortschaft innerhalb der Gmina Lelkowo (Landgemeinde Lichtenfeld) im Powiat Braniewski (Kreis Braunsberg), von 1975 bis 1998 der Woiwodschaft Elbląg, seither der Woiwodschaft Ermland-Masuren zugehörig.

## Religion
Schönborn war bis 1945 in das Kirchspiel der evangelischen Kirche Eichholz (polnisch Dębowiec) in der Kirchenprovinz Ostpreußen der Kirche der Altpreußischen Union eingegliedert. Dieses Gotteshaus ist auch heute die Pfarrkirche für Zdrój, jetzt im Eigentum der römisch-katholischen Kirche und dem Erzbistum Ermland zugeordnet.

## Verkehr
Zdrój liegt östlich der polnischen Woiwodschaftsstraße 510 (frühere deutsche Reichsstraße 126) und ist von Dębowiec (Eichholz) aus direkt zu erreichen. Bis 1945 war Wilknitt (polnisch Wilknity) der nächste Bahnstation. Sie lag an dem heute nicht mehr befahrenen Abschnitt Königsberg (Preußen)–Zinten–Mehlsack der Bahnstrecke von Königsberg nach Göttkendorf/Allenstein, die jetzt nur noch ab Pieniężno in Betrieb ist.